# Thằn lằn đầu rắn
Plesiosauria là một bộ các bò sát biển lớn, ăn thịt. Chúng tồn tại và phát triển từ khoảng 245 triệu năm (mya) tới 65 mya.
Mary Anning là người đầu tiên phát hiện ra plesiosaur. Bà đã tìm thấy nó ở 'Jurassic Coast' tại Dorset, Anh trong mùa đông cuối năm 1820 đầu năm 1821. Hóa thạch này đã bị mất hộp sọ, nhưng vào năm 1823 bà đã tìm thấy một hóa thạch khác, lần này thì đó là một bộ hoàn chỉnh cùng với hộp sọ. Cái tên Plesiosaurus được đặt bởi Rev. William Conybeare.
Những plesiosaur sớm nhất xuất hiện chủ yếu từ Trung Trias,p128 và phát triển cực thịnh trong kỉ Jura và kỉ Creta. Chúng có hai cặp vây chèo lớn, đuôi ngắn, cổ ngắn hoặc dài và cơ thể to lớn. Chúng tuyệt chủng trong sự kiện tuyệt chủng K-T vào 65 triệu năm trước.

## Phân loại

### Nguyên tắc phân loại

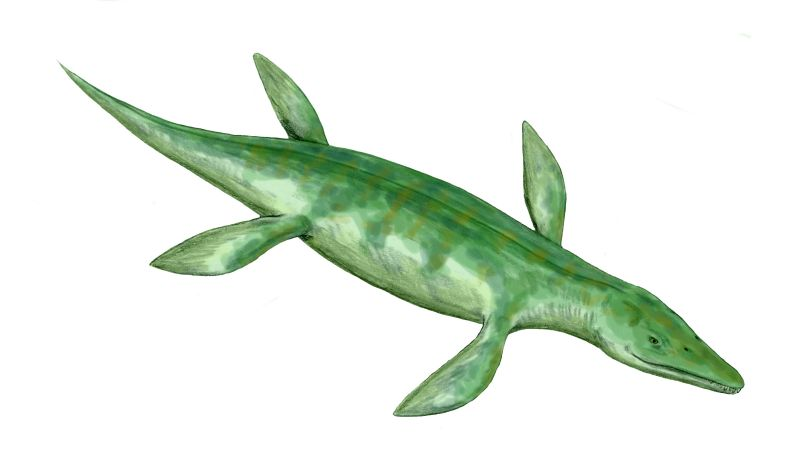
Kronosaurus, một loài pliosaurid

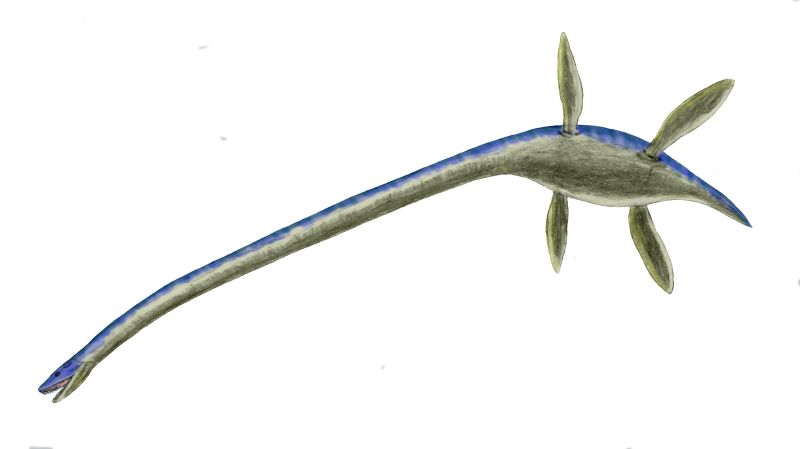
Thalassomedon, một loài elasmosaurid

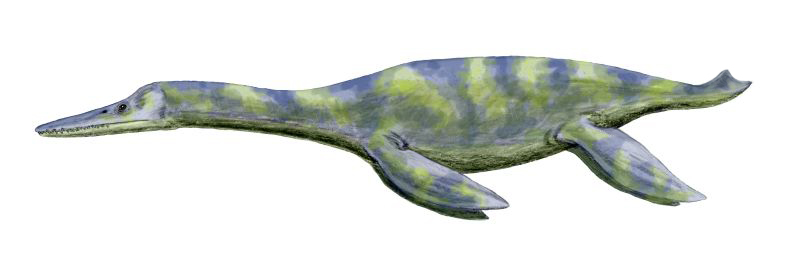
Dolichorhynchops, một loài polycotylid

Nguyên tắc phân loại hiện nay chủ yếu dựa theo phân tích về plesiosaur theo đề xuất của Ketchum và Benson, năm 2011 và của Benson cùng các cộng sự vào năm 2012 nếu không có lưu ý gì thêm. Trong danh sách phân loại theo bậc, hai phân bộ Plesiosauroidea và Pliosauroidea vẫn được giữ nhưng Leptocleididae và Polycotylidae cổ ngắn theo như trước kia thì được xem là Pliosauroidea, đã được đặt trong phân bộ Plesiosauroidea, như vậi thì mới phản ánh đúng vị trí của chúng trong quá trình tiến hóa theo nghiên cứu trên.
- Nhánh Pistosauria
  - Augustasaurus
  - Pistosaurus
  - Yunguisaurus
  - Bộ Plesiosauria
    - Bobosaurus
    - Phân bộ Plesiosauroidea
      - Họ Elasmosauridae
      - Họ Microcleididae
      - Họ Plesiosauridae
      - Nhánh Cryptoclidia
        - ? Họ Aristonectidae
        - Họ Cryptoclididae
        - Nhánh Leptocleidia
          - Họ Leptocleididae
          - Họ Polycotylidae

    - Phân bộ Pliosauroidea
      - ? Họ Rhomaleosauridae
      - Họ Pliosauridae

### Phát sinh loài
Trong phát sinh loài hiện đại, nhánh được định nghĩa là một nhóm gồm tất cả các loài cùng thuộc một cành chắc chắn của cây tiến hóa. Một cách định nghĩa khác thì nhánh gồm tổ tiên chung của hai loài nào đó và tất cả hậu duệ của chúng. Những nhánh như vậy được gọi là "nút nhánh". Năm 2008, Patrick Druckenmiller và Anthony Russell có cách định nghĩa Plesiosauria là một nhóm gồm tất cả các tổ tiên chung của Plesiosaurus dolichocheirus và Peloneustes philarchus và tất cả các hậu duệ của chúng. Plesiosaurus và Peloneustes đại diện cho hai phân nhóm chính của Plesiosauroidea và Pliosauroidea, chúng được chọn bởi những lý do lịch sử mà bất cứ những loài thuộc hai nhóm này đều có thể đáp ứng
Một cách khác để định nghĩa đó là một nhánh bao gồm tất cả các loài có họ hàng gần với các loài đã biết, dựa trên định nghĩa đó một loài sẽ được xếp vào một nhánh, còn những loài không đúng theo cách xác định trên sẽ bị loại trừ. Nhánh như vậy được gọi là "nhánh gốc". Mỗi định nghĩa lại có một điểm tiến bộ, những định nghĩa gần đây có bao gồm nhiều loài với các hình thái sinh học được biết chắc chắn. Plesiosauria được Hillary Ketchum và Roger Benson định nghĩa vào năm 2010 là một nhánh gốc: "gồm tất cả các phân loại loài có họ hàng gần với hai loài Plesiosaurus dolichodeirus và Pliosaurus brachydeirus hơn là với Augustasaurus hagdorni". Ketchum và Benson (2010) cũng đã tạo ra một nhánh mới, Neoplesiosauria, một nhánh nút được xác định bao gồm "Plesiosaurus dolichodeirus, Pliosaurus brachydeirus, các tổ tiên và con cháu của chúng". Neoplesiosauria rất giống với phân loại Plesiosauria sensu của Druckenmiller và Russell và được xác định là một thay thế cho khái niệm này.

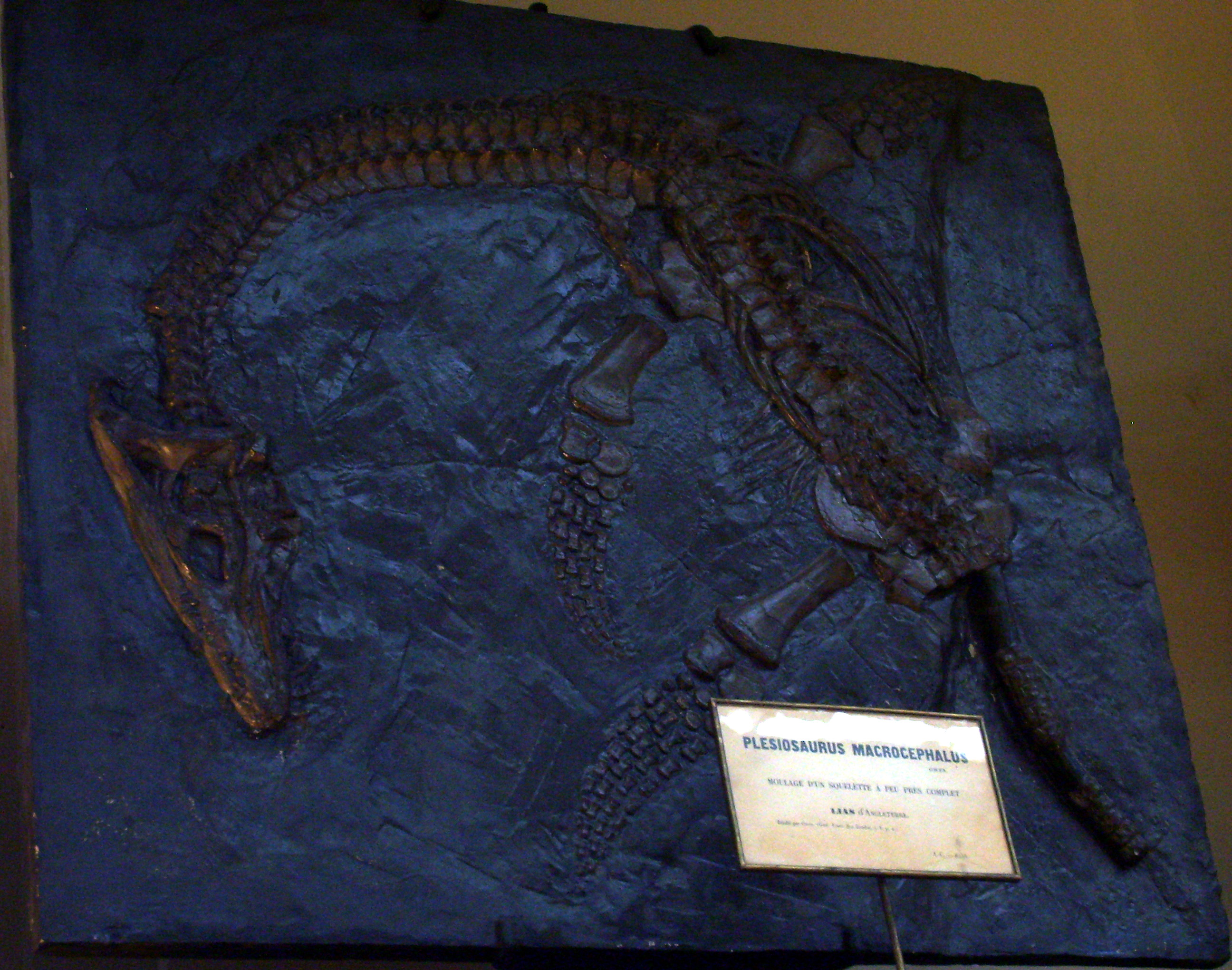
"Plesiosaurus" macrocephalus, một phân loại chưa có tên chính thức.

Benson và cộng sự (2012) đã tìm thấy các tổ tiên của Pliosauroidea là cận ngành có họ hàng với Plesiosauroidea. Rhomaleosauridae đực xác định nằm ngoài Neoplesiosauria, nhưng nằm trong Plesiosauria. Pistosaur thuộc carnian sớm, Bobosaurus được xác định là tiến hóa hơn Augustasaurus và có họ hàng gần với Plesiosauria và do đó nó là những đại diện cổ nhất được biết đến của giống plesiosaur. Tuy nhiên, tác giả đã loại trừ Bobosaurus khỏi nhánh này mà kông có bất cứ giải thích nào măc dù rằng loại trừ đó có thể là một lỗi đánh máy trong bài viết. Phân tích này tập trung vào phân loại plesiosaurs và do đó chỉ có một pliosaurid nguồn gốc và một cryptoclidian được bao hàm trong đó, trong khi elasmosaurids không bao gồm tất cả. Một số phân tích chi tiết hơn của cả Benson và Druckenmiller năm 2014 vẫn chưa thể giải thích được mối liên hệ giữa các nòi trong các tổ tiên của Plesiosauria.

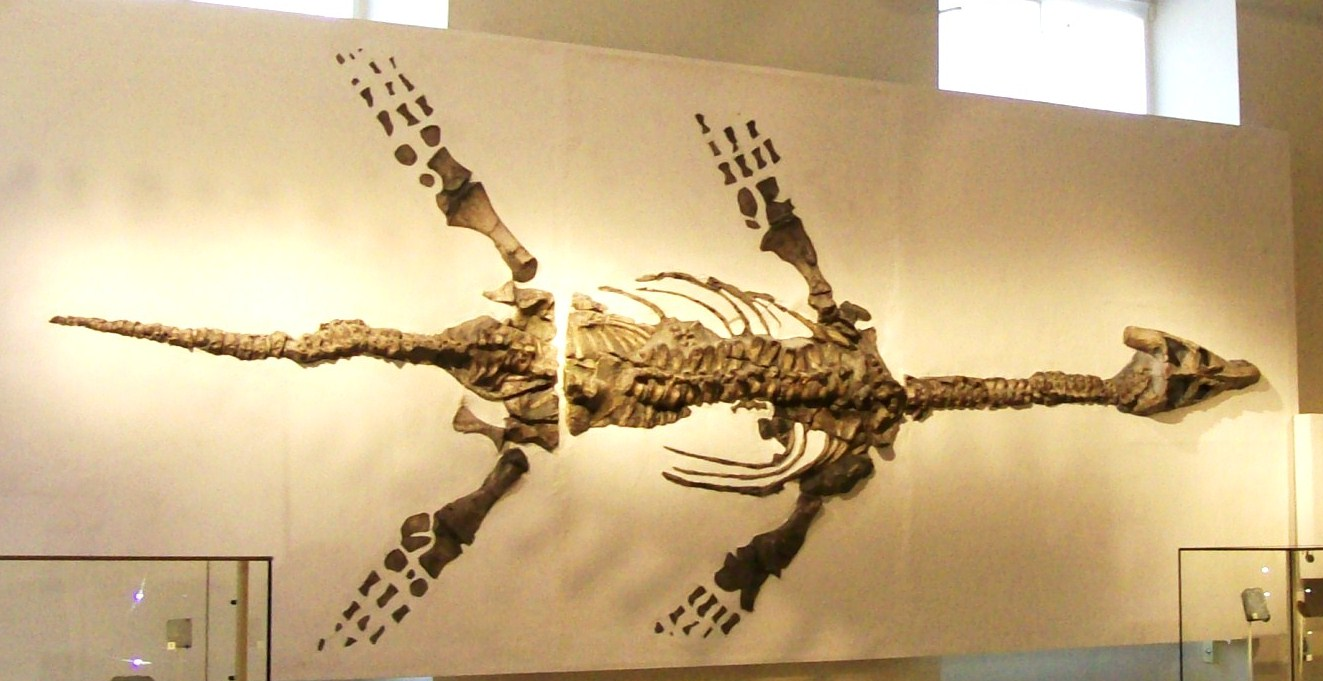
Hóa thạch Atychodracon

Dưới đây là cây phát sinh loài của Benson và Druckenmiller (2014).

### Plesiosauridea cổ dài

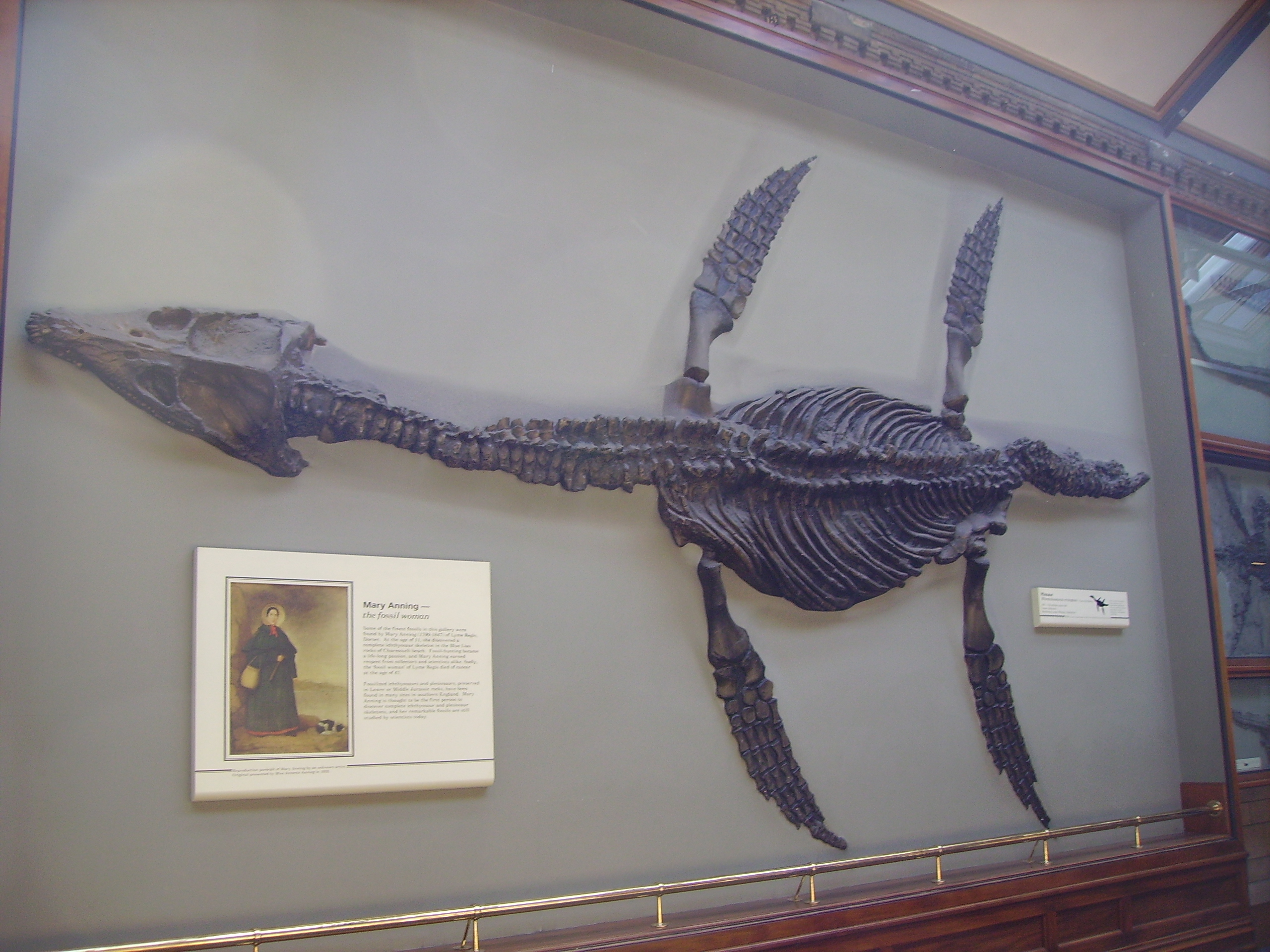
One of Mary Anning's finds: Rhomaleosaurus in the Natural History Museum, London.

#### Sỏi dạ dày

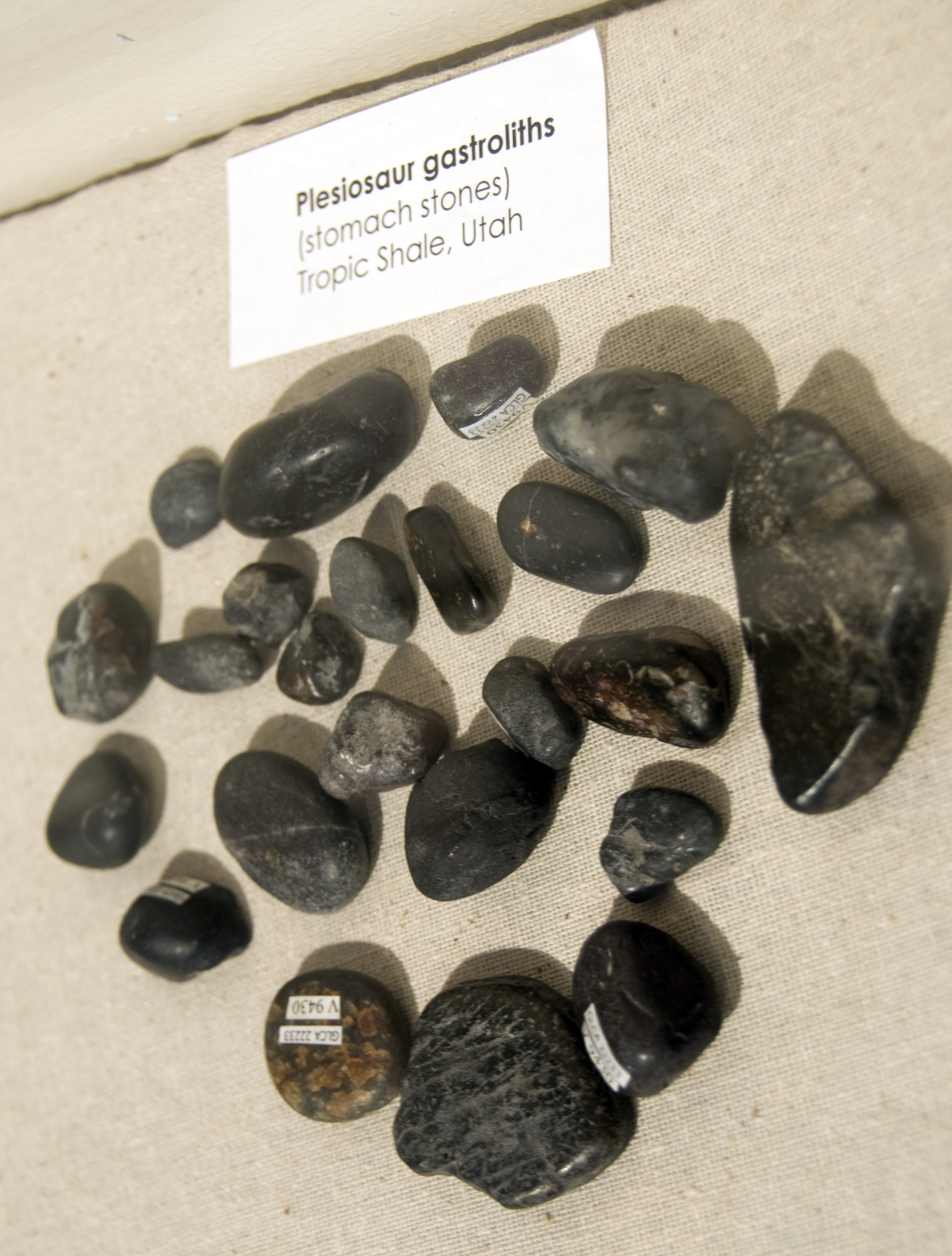
Plesiosaur gastroliths